# Dreams (песня Fleetwood Mac)
«Dreams» — песня, записанная американской рок-группой Fleetwood Mac, вышедшая 24 марта 1977 года как второй сингл из их одиннадцатого студийного альбома Rumours . В Великобритании песня вышла в июне 1977 в качестве третьего сингл.
В США «Dreams» достигла первого места в хит-параде Billboard Hot 100, став первым и единственным чарттоппером группы; тираж сингла превысил 1 млн копий. «Dreams» также был на первой позиции в канадском чарте RPM Top 100 Singles.
В конце 2020 года песня снова стала популярной в результате вирусного TikTok видео, созданного блогером по имени Натан Аподака. Впоследствии песня снова вошла в национальные музыкальные чарты в некоторых странах, а также в чарты Spotify и Apple Music в нескольких странах.
«Dreams» заняла девятое место в списке 2021 года «500 величайших песен всех времён по версии журнала Rolling Stone».

## История
Созданию песни предшествовали несколько событий. Участники Fleetwood Mac переживали эмоциональные потрясения во время записи альбома Rumours. Мик Флитвуд переживал развод. Кристин МакВи расставалась со своим мужем Джоном Макви. Линдси Бакингем и Стиви Никс заканчивали свои восьмилетние отношения. «Мы должны были пройти через это тщательно продуманный экзерсис отрицания, — объяснил Бэкингем журналу Blender, — удерживая наши личные чувства в одном углу комнаты, пытаясь быть профессионалом в другом».
Никс написала песню в начале 1976 года на студии Record Plant в Сосалито, Калифорния. «Однажды, когда меня не требовали в основной студии, — вспоминает Никс в журнале „Blender“, — я взяла пианино Fender Rhodes и пошла в другую студию, которая, как говорили, принадлежала Слайю Стоуну из группы Sly and the Family Stone. Это была чёрно-красная комната с углублением посередине, где стояло пианино, и большой кроватью из черного бархата с викторианскими портьерами».
«Я села на кровать, подставив перед собой клавиатуру», — продолжает Никс. «Я нашла барабанную комбинацию, включила свой маленький кассетный проигрыватель и написала „Dreams“ примерно за 10 минут. Мне сразу понравился тот факт, что я сделала это с танцевальным битом, так как делало это немного необычным для меня».
Когда Никс проиграла песню остальной группе, «Они не были в восторге от этого. Но я сказала: „Пожалуйста! Пожалуйста, запишите эту песню, по крайней мере, попробуйте“. Потому что то, как я иногда играю … надо слушать». Группа записала её на следующий день. В Саусалито был записан только базовый трек. Ассистент звукозаписи Крис Моррис вспоминает, что «всё, что (они) сохранили, это барабанная дорожка и живой вокал от Стиви — гитары и бас были добавлены позже в Лос-Анджелесе». Кристина Макви описала песню как «всего три аккорда и одна нота в левой руке» и «скучную», когда Никс сыграла черновую грубую версию на фортепиано. Макви изменила своё мнение после того, как Бакингем «создал три части из одинаковых аккордов, благодаря чему каждая часть звучала совершенно по-разному. Он создал впечатление, что через всё это проходит единая нить».
Релиз песни состоялся 24 марта 1977 года.

## Коммерческий успех
В США «Dreams» занял первое место в чарте Billboard Hot 100 18 июня 1977 года и продержался там в течение одной недели. В чарте Adult Contemporary сингл «Dreams» был самым популярным синглом Fleetwood Mac в 1970-х, когда он достиг 11-го места. В Соединенном Королевстве «Dreams» заняла 24-е место, оставаясь в топ-40 в течение восьми недель.
В октябре 2020 года песня неожиданно вернулась в мировые чарты. Она стала хитом номер один в чарте продаж цифровых рок-песен Billboard Rock Digital Song Sales в результате вирусного TikTok видео, созданного блогером по имени Натан Аподака, синхронизирующего движения губ с песней, когда он катался на скейтборде по шоссе и пил клюквенный сок.
Видеоролик за несколько дней набрал более 50 миллионов просмотров в TikTok, а также почти девять миллионов лайков.
Вслед за популярностью видео «Dreams» также вошла в число 50 самых популярных песен на Spotify и Apple Music в США, Великобритании, Австралии и Новой Зеландии, вернувшись в ARIA в Австралии (где она достигла нового для себя высшего места) и в официальный чарт Великобритании UK Official Charts. «Dreams» также повторно вошла в Billboard Hot 100 под номером 21 в выпуске журнала от 17 октября 2020 года, что дало группе самое высокое место в Hot 100 с тех пор, как вышел сингл «Everywhere», который был на 17-м месте 20 февраля 1988 года.

## Чарты
| Чарты (1977)                             | Высшая позиция |
| ---------------------------------------- | -------------- |
| Австралия (Kent Music Report)            | 19             |
| Канада (Top Singles, RPM)                | 1              |
| Германия (GfK)                           | 33             |
| Нидерланды (Dutch Top 40)                | 8              |
| Новая Зеландия (Recorded Music NZ)       | 16             |
| Великобритания (Official Charts Company) | 24             |
| США Billboard Hot 100                    | 1              |
| США Adult Contemporary (Billboard)       | 11             |

| Чарт (2019)     | Высшая позиция |
| --------------- | -------------- |
| Ирландия (IRMA) | 88             |

| Чарт (2020)                                  | Высшая позиция |
| -------------------------------------------- | -------------- |
| Австралия (ARIA)                             | 14             |
| Канада (Billboard Canadian Hot 100)          | 19             |
| Ирландия (IRMA)                              | 34             |
| Новая Зеландия (Recorded Music NZ)           | 10             |
| Великобритания (Official Charts Company)     | 55             |
| США Billboard Hot 100                        | 21             |
| США (Billboard Hot Rock & Alternative Songs) | 2              |
| США (Billboard Global 200)                   | 20             |

| Чарт (1977)               | Позиция |
| ------------------------- | ------- |
| Канада (Top Singles, RPM) | 18      |
| США Top 100 Songs of 1977 | 14      |
| США (Billboard Hot 100)   | 39      |

## Сертификации
| Регион | Сертификация   | Продажи    |
| --- | -------------- | ---------- |
| Новая Зеландия (RMNZ) | 14× Платиновый | 420 000    |
| Великобритания (BPI) | Платиновый     | 600 000    |
| США (RIAA) | Золотой        | 1 000 000^ |
| ^ Данные о тиражах приведены только на основе сертификации. · Данные о продажах + прослушиваниях приведены только на основе сертификации. |                |            |

## Версия The Corrs
Ирландская семейная фолк-группа The Corrs первоначально записали «Dreams» для Legacy: A Tribute to Fleetwood Mac’s Rumours, сборника кавер-версий к 20-летию альбома, в котором также были песни «Don’t Stop» в исполнении Элтона Джона, «You Make Loving Fun» в исполнении Джуэл и другие от Goo Goo Dolls и The Cranberries. Изначально кавер-версия была записана аналогично оригинальной песне, пока Oliver Leiber не преобразовал запись в трек, смешанный со звуками скрипки и tin whistle и ритмичной басовой линией. Затем Todd Terry сделал ремикс для выпуска сингла и он стал первым большим хитом The Corrs в Великобритании, достигнув 6-го места в британском чарте синглов и оставаясь в этом чарте в течение 10 недель. Видео также получило награду «Best Adult Contemporary Video» от журнала Billboard в 1998 году. Второй студийный альбом группы The Corrs, Talk on Corners, был затем переиздан с дополнением в него «Dreams».
The Corrs исполнили «Dreams» вместе с Миком Флитвудом, ударником из Fleetwood Mac, на их концерте в Royal Albert Hall в День Святого Патрика в 1998 году (который также был 25-летием Кэролайн Кор) .

### Чарты
| Чарт (1999)                                          | Высшая позиция |
| ---------------------------------------------------- | -------------- |
| Австралия (ARIA Charts)                              | 47             |
| Бельгия (Ultratip Flanders)                          | 14             |
| Канада (Adult Contemporary, RPM)                     | 10             |
| Канада (RPM)                                         | 38             |
| Европа (Eurochart Hot 100)                           | 24             |
| Франция (SNEP)                                       | 52             |
| Германия (GfK Entertainment Charts)                  | 73             |
| Венгрия (Mahasz)                                     | 9              |
| Ирландия (IRMA)                                      | 6              |
| Нидерланды (Tipparade)                               | 10             |
| Нидерланды (Mega Single Top 100)                     | 71             |
| Шотландия (Official Charts Company)                  | 5              |
| Великобритания (UK Singles, Official Charts Company) | 6              |

### Сертификации
| Страна         | Сертификация | Продажи  |
| -------------- | ------------ | -------- |
| Великобритания | Silver       | 200,000+ |

## Версия Deep Dish при участии Стиви Никс
В 2005 году Никс записала новый вокал для ремейка песни ди-джея и хаус-музыкального дуэта Deep Dish. Песня появилась в их альбоме George Is On, вошла в двадцатку лучших UK Singles Chart и поднялась на 26 место в США в чарте Hot Dance Club Play. Кроме того, отредактированная версия песни включена в её альбом 2007 года «Crystal Visions - The Very Best of Stevie Nicks». В клипе, снятом Хани, модель и актриса Winter Ave Zoli играет главную роль.
| Чарт (2006)               | Высшая позиция |
| ------------------------- | -------------- |
| Australia Singles Chart   | 27             |
| Netherlands Singles Chart | 18             |
| Belgium Singles Chart     | 42             |
| Irish Singles Chart       | 22             |
| Finland Singles Chart     | 6              |
| US Hot Dance Club Play    | 26             |
| UK Singles Chart          | 14             |
| Italy Singles Chart       | 39             |

## Натан Аподака и TikTok
В 2020 году, после поломки грузовика, мужчина из Айдахо по имени Натан Аподака (Nathan Apodaca) снял мини-видео, как он едет на скейтборде на работу, попивая клюквенно-малиновый сок Ocean Spray и подпевая «Dreams». Видео стало вирусным, собрав более 50 миллионов просмотров по всему миру. В результате популярность песни «Dreams» резко возросла, она вновь появилась во многих мировых музыкальных чартах. Мик Флитвуд, Линдси Бакингем и Стиви Никс опубликовали ответы на видео Аподаки на TikTok, причем Никс во время исполнения песни надела пару роликовых коньков. Впоследствии компания Ocean Spray подарила Натану совершенно новый автомобиль-пикап после того, как компания Ocean Spray получила неожиданную огласку, когда видео стало вирусным.

## Другие кавер-версии
- Холзи и Келси Баллерини на фестивале CMT Crossroads (12 октября 2019)[56]